# 卡达什曼·哈尔伯一世
卡达什曼·哈尔伯一世（约公元前15世纪中期在位）（英語：Kadashman-Harbe I）加喜特国王。库瑞噶尔祖一世之父。 